# Poznań Zieliniec
Poznań Zieliniec – projektowany przystanek kolejowy w Poznaniu, leżący na szlaku kolejowym nr 394 Poznań Krzesiny – Kobylnica.
W 2020 r. PKP Polskie Linie Kolejowe złożyły do programu Komisji Europejskiej "Łącząc Europę" wniosek o dofinansowanie modernizacji kolejowej obwodnicy towarowej Poznania do ruchu pasażerskiego i wybudowanie 7 przystanków osobowych na terenie Poznania i jednego poza terenem miasta.